# Maxent
Maxent är en kommun i departementet Ille-et-Vilaine i regionen Bretagne i nordvästra Frankrike. Kommunen ligger i kantonen Plélan-le-Grand som tillhör arrondissementet Rennes. År 2022 hade Maxent 1 457 invånare.

## Befolkningsutveckling
Antalet invånare i kommunen Maxent
Referens:INSEE